# Marius Vial
Marius Vial, né le 10 juin 1928 à Les Avenières et mort le 16 novembre 1990 à Saint-Germain-les-Paroisses, est un coureur cycliste français, professionnel de 1949 à 1954.
Depuis 1991, existe le Grand Prix des Avenières ou Souvenir Marius Vial en son honneur.

## Palmarès
- 1949
  - Circuit du Mont-Blanc
  - 2e de Paris-Tours espoirs
- 1950
  - 2e du Grand Prix du comptoir des tissus
  - 3e de Annemasse-Bellegarde et retour
- 1951
  - 2e du Circuit du Mont-Blanc
- 1956
  - 3e de Nice-Mont Agel
  - 3e de Monaco-Mont Agel